# Henriette Dachsbeck
Barbe Henriette Dieudonnée Dachsbeck (* 14. September 1841 in Brüssel; † 23. Januar 1914 in Ixelles/Elsene) war eine belgische Pädagogin und Feministin, die sich insbesondere für die Emanzipation der Frauen durch Bildung einsetzte.

## Leben
Henriette Dachsbeck wurde als Tochter von Jean-Baptiste Dachsbeck und Anne-Josèphe Tielemans in Brüssel geboren. Dachsbeck war nie verheiratet und hatte keine Kinder, sie widmet sich das ganze Leben lang der Erziehung und Ausbildung von Kindern.
Sie studierte an der École normale subsidiée d'Ixelles, wo sie einen Abschluss als Lehrerin erwarb. Ihre pädagogische Kompetenz wurde schnell erkannt und für ein Semester wird sie bereits zur Lehrerin ernannt wird.
1864 gründete die Gemeindeverwaltung von Brüssel die Cours d'éducation, einen religiös neutralen Unterricht für Mädchen, dessen Leitung Isabelle Gatti de Gamond anvertraut wurde. Dachsbeck wird dort als troisième maîtresse angestellt, aber bereits 1866 zur première institutrice befördert. Sie wird eine der engsten Mitarbeiterinnen von Gatti de Gamond, von der sie insbesondere die Überzeugung übernimmt, dass der Weg zur Emanzipation der Frau über die Bildung geht.
1876 wird nach dem Erfolg der Cours d’éducation A eine weitere Einrichtung eingeweiht. Henriette Dachsbeck wird zur Leiterin der neuen Cours d’éducation B ernannt. Sie legt großen Wert auf die Erziehung der Mädchen in der Ästhetik.
Dachsbeck genoss hohes Ansehen bei ihrem Personal wie ihren Schülerinnen, insbesondere wegen der familiären Atmosphäre, die sie der Einrichtung einprägte. Die Eigenschaften, die am häufigsten über sie genannt wurden, waren Intelligenz, Güte, Charme und Bescheidenheit. Auch wenn die Einrichtung grundsätzlich in der Kontinuität der von Isabelle Gatti de Gamond geleiteten Cours d'éducation A fortsetzte, führten die familiäre und weniger strenge Ausrichtung auch zu Diskussionen zwischen den beiden Pädagoginnen.
1897 eröffnete sie eine voruniversitäre Abteilung, um Mädchen auf die Prüfung der zentralen Auswahlkommission vorzubereiten, die für ein Universitätsstudium zwingend war. Dies öffnete den Bildungsweg für junge Frauen weiter.
Dachsbeck war Mitglied der Ligue de l'enseignement, zu deren Zielen auch die Entwicklung der Bildung von Mädchen gehörte. Sie trat auch der Brüsseler Sektion der Alliance belge des femmes pour la paix par l’éducation bei, die von der Idee geprägt war, dass Bildung eine Mentalitätsänderung bewirken kann.
Im April 1904 trat Henriette Dachsbeck eine krankheitsbedingte Auszeit an, im Oktober desselben Jahres ging sie endgültig in den Ruhestand. Knapp zehn Jahre später starb sie. 
Henriette Dachsbeck hinterließ keine schriftlichen Werke, aber sie prägte eine Vielzahl belgischer Frauen mit ihrem Einsatz und ihren Ideen.
1938 wurde die Schule "Cours d'éducation B" zu Ehren ihrer ersten Schulleiterin in Lycée Dachsbeck umbenannt.